# Carlos Amable Ortiz
Pour les articles homonymes, voir Ortiz.
Carlos Amable Ortiz (né à Quito le 12 mars 1859 et mort le 3 octobre 1937) est un  violoniste, pianiste et compositeur équatorien.

## Biographie
Carlos Amable Ortiz fut élève du premier conservatoire de musique fondé en 1870 dans sa ville natale. Il suivit des études de piano et de violon. Par ses aptitudes il reçut de nombreux prix musicaux et une bourse d'études du président Gabriel García Moreno pour enrichir son cursus au conservatoire de Milan. Rêve qui ne put se concrétiser à la suite de l'assassinat de ce dernier.
Il composera de nombreuses chansons dont les plus connues restent : "A unos ojos" et "No  te olvidaré", toujours dans le répertoire des Équatoriens de nos jours.